# Kedungpengawas
Kedungpengawas is een bestuurslaag in het regentschap Bekasi van de provincie West-Java, Indonesië. Kedungpengawas telt 12.631 inwoners (volkstelling 2010).